# Бајловце
Бајловце (мкд. Бајловце) је насеље у Северној Македонији, у североисточном делу државе. Бајловце припада општини Старо Нагоричане.

## Географија
Бајловце је смештено у североисточном делу Северне Македоније. Од најближег града, Куманова, село је удаљено 18 km источно.
Село Бајловце се налази у историјској области Средорек, на јужним висовима Германске планине, на преко 630 метара надморске висине.
Месна клима је континентална.

## Становништво
Бајловце је према последњем попису из 2002. године имало 129 становника.
Огромна већина становништва у насељу су етнички Македонци (97%).
Претежна вероисповест месног становништва је православље.